# مجلة الطوابع
مجلة الطوابع، هي مجلة علمية فنية شهرية صدرت عن جمعية هواة الطوابع العراقية، تأسست الجمعية في عام 1951، وصدر المنشور الأول للجمعية باسم (نشرة جمعية هواة الطوابع العراقية) في عام 1954، بينما صدر العدد الأول من المجلة في شهر آب من عام 1958.
المجلة مختصة بأخبار الطوابع التي يقتنيها هواة جمع الطوابع العراقيين لتبادل الأخبار والتعارف فيما بينهم داخل العراق.
كانت توزع مجانا لاعضاء جمعية هواة الطوابع وتباع بمبلغ مئة فلس لغير الاعضاء.

## محل وتاريخ الصدور
في شهر كانون الثاني من عام 1954 اصدرت الجمعية المطبوع الأول بعنوان (نشرة جمعية هواة الطوابع العراقية) في بغداد، وكانت حينها تباع بسعر 50 فلس، ثم اصدرت دائرة البريد العراقي بمناسبة تتويج الملك فيصل الثاني في 2 أيار 1953، مجموعة طوابع فأصدرت الجمعية نشرة عنها.
في شهر آب من عام 1958 صدر العدد الأول من مجلة الطوابع في بغداد لتكون أول مطبوع متخصص في هذا المجال، اصدرته جمعية هواة الطوابع العراقية. وكان مقر الجمعية في بناية جمعية المحاربين القدماء في منطقة باب المعظم ببغداد.

## رئاسة التحرير
كان رئيس التحرير للمجلة اللواء المتقاعد صالح زكي المصلح، وهو رئيس جمعية هواة الطوابع العراقية.

## محتويات العدد الاول

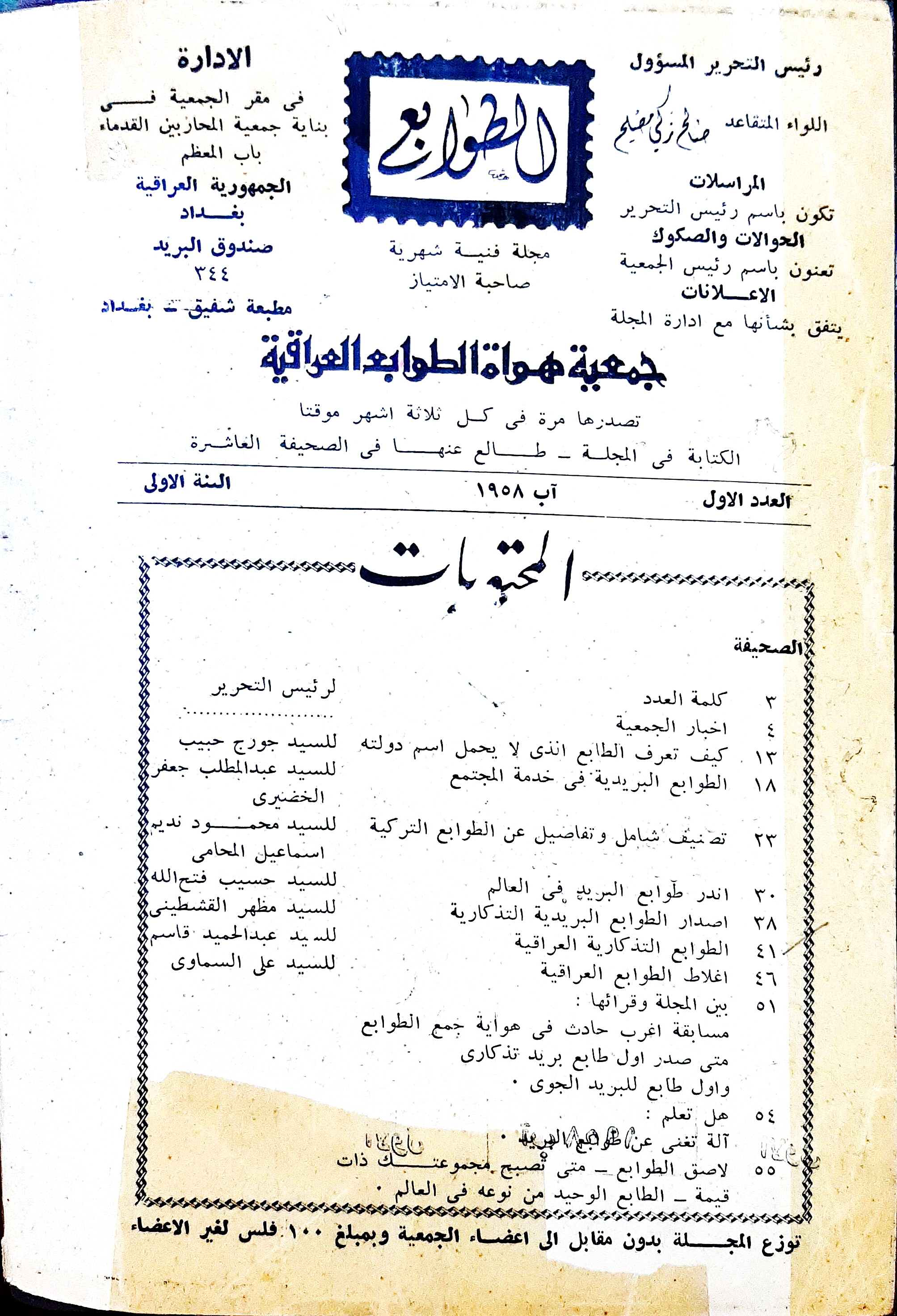
الغلاف الداخلي للعدد الاول ١٩٥٨

تضمن العدد الاول من المجلة عدة مواضيع وصدرت بلغتين هي اللغة العربية واللغة الإنجليزية
| الصفحة | الموضوع | الكاتب                           |
| ------ | --- | -------------------------------- |
| 3      | كلمة العدد | لرئيس التحرير                    |
| 4      | اخبار الجمعية                                                                                                  | لرئيس التحرير                    |
| 13     | كيف تعرف الطابع الذي لا يحمل اسم دولته                                                                         | للسيد جورج حبيب                  |
| 18     | الطوابع البريدية في خدمة المجتمع                                                                               | للسيد عبد المطلب حعفر الخضيري    |
| 23     | تصنيف شامل وتفاصيل عن الطوابع التركية                                                                          | للسيد محمود نديم إسماعيل المحامي |
| 30     | اندر طوابع البريد في العالم                                                                                    | للسيد حسيب فتح الله              |
| 38     | اصدار الطوابع البريدية التذكارية                                                                               | للسيد مظهر القشطيني              |
| 41     | الطوابع التذكارية العراقية                                                                                     | للسيد عبد الحميد قاسم            |
| 46     | اغلاط الطوابع العراقية                                                                                         | للسيد على السماوى                |
| 51     | بين المجلة وقرائها: مسابقة اغرب حادث في هواية جمع الطوابع متى صدر أول طابع بريدي تذكاري وأول طابع للبريد الجوي |                                  |
| 54     | هل تعلم: آلة تغني عن طوابع البريد                                                                              |                                  |
| 55     | لاصق الطوابع - متى تصبح محموعتك ذات فيمة - الطابع الوحيد من نوعه في العالم                                     |                                  |

## تسلسل الاحداث التي مرت على المجلة
واجهت المجلة الكثير من الاحداث السياسية التي مرت عبر تاريخ العراق وكان هناك اصرار على إصدار المجلة والاستمرار بها رغم كل الصعوبات والظروف..
ابتداءا من ثورة 14 تموز التي سبقت صدور المجلة باقل من شهر مرورا بالتقلبات السياسية التي ادت إلى حركة 8 شباط 1963 فـ انقلاب 17 تموز 1968 وتغيير نظام الحكم والاحداث المرافقة لذلك.
كانت المجلة في تلك الاحداث تحاول الصمود واستمرارية الصدور ومواكبة الاحداث ونشر الاخبار الخاصة بالطوابع.
فصدر آخر عدد (عدد 16) في شهر كانون الاول من عام 1962
و بعد عدة أشهر من التوقف صدرت المجلة باسمها الجديد (مجلة عالم الطوابع) في نيسان 1963،
واعتُبِر العدد الاول من السنة الأولى.
ابتداءً من العدد الرابع والعشرين في كانون الاول 1970 اضيفت اللغة الكردية لتكون المجلة بثلاث لغات.
استمرت المجلة بالصدور حتى العدد التاسع والعشرون في أيلول 1972 (السنة العاشرة) والذي تزامن مع معرض بغداد الدولي الثاني للطوابع المقام على قاعة المتحف الوطني للفن الحديث - كولبنكيان.

## البوم الصور

مجلة الطوابع العدد الاول آب 1958
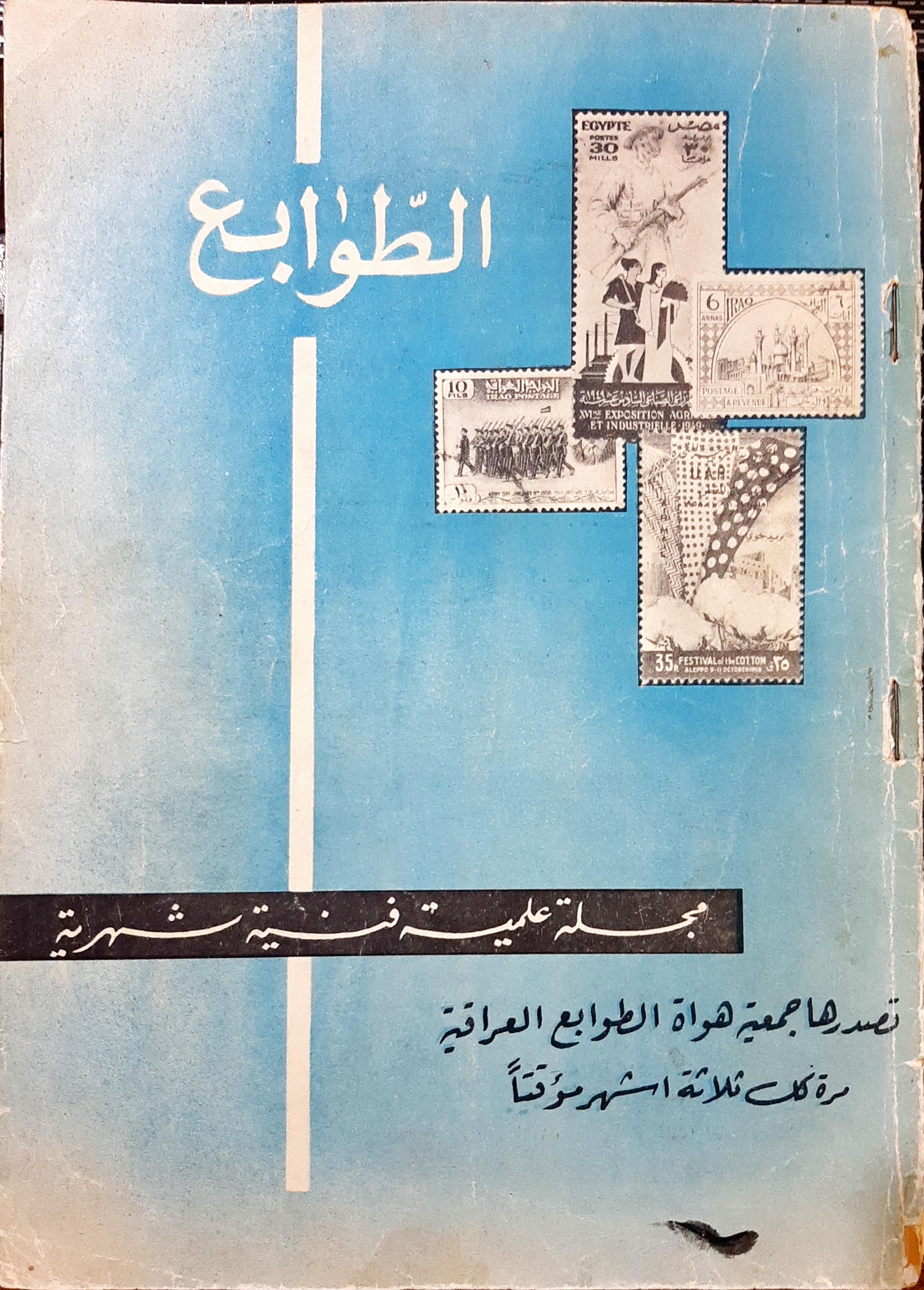
مجلة الطوابع - العدد ٢ تشرين الثاني ١٩٥٨
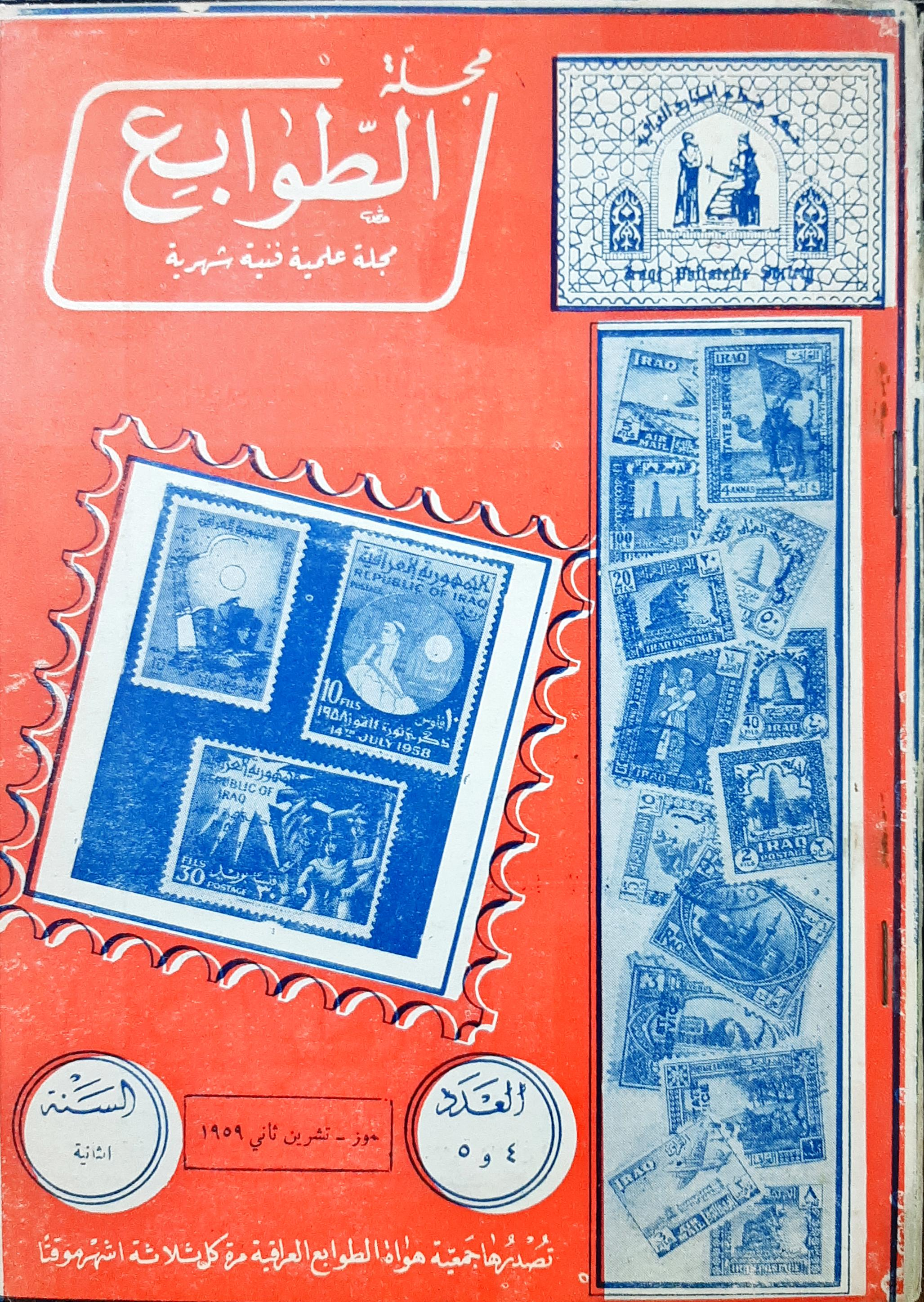
غلاف مجلة الطوابع العددين ٤ و ٥ تشرين الثاني ١٩٥٩
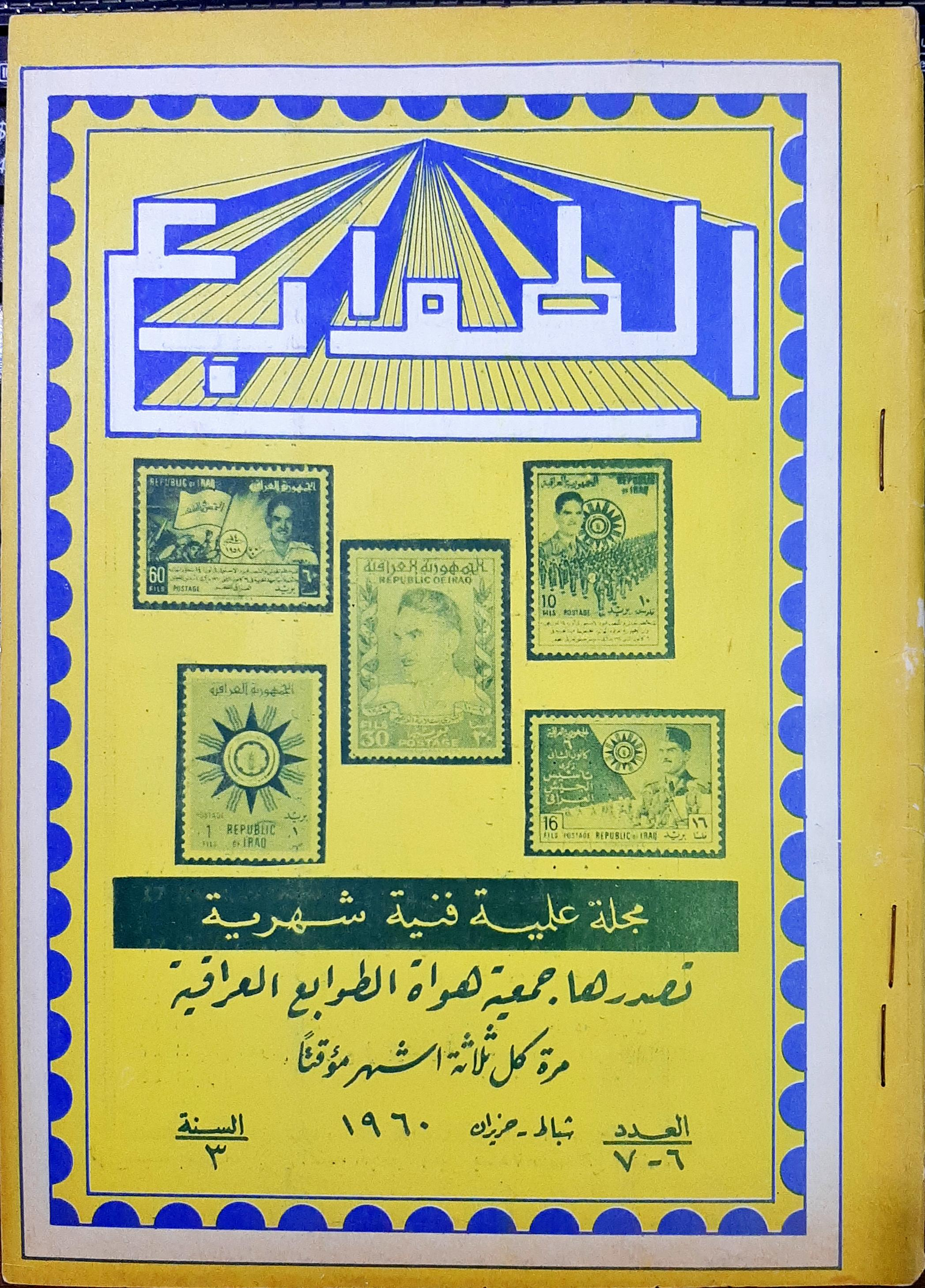
غلاف مجلة الطوابع العددين ٦ و ٧ حزيران ١٩٦٠
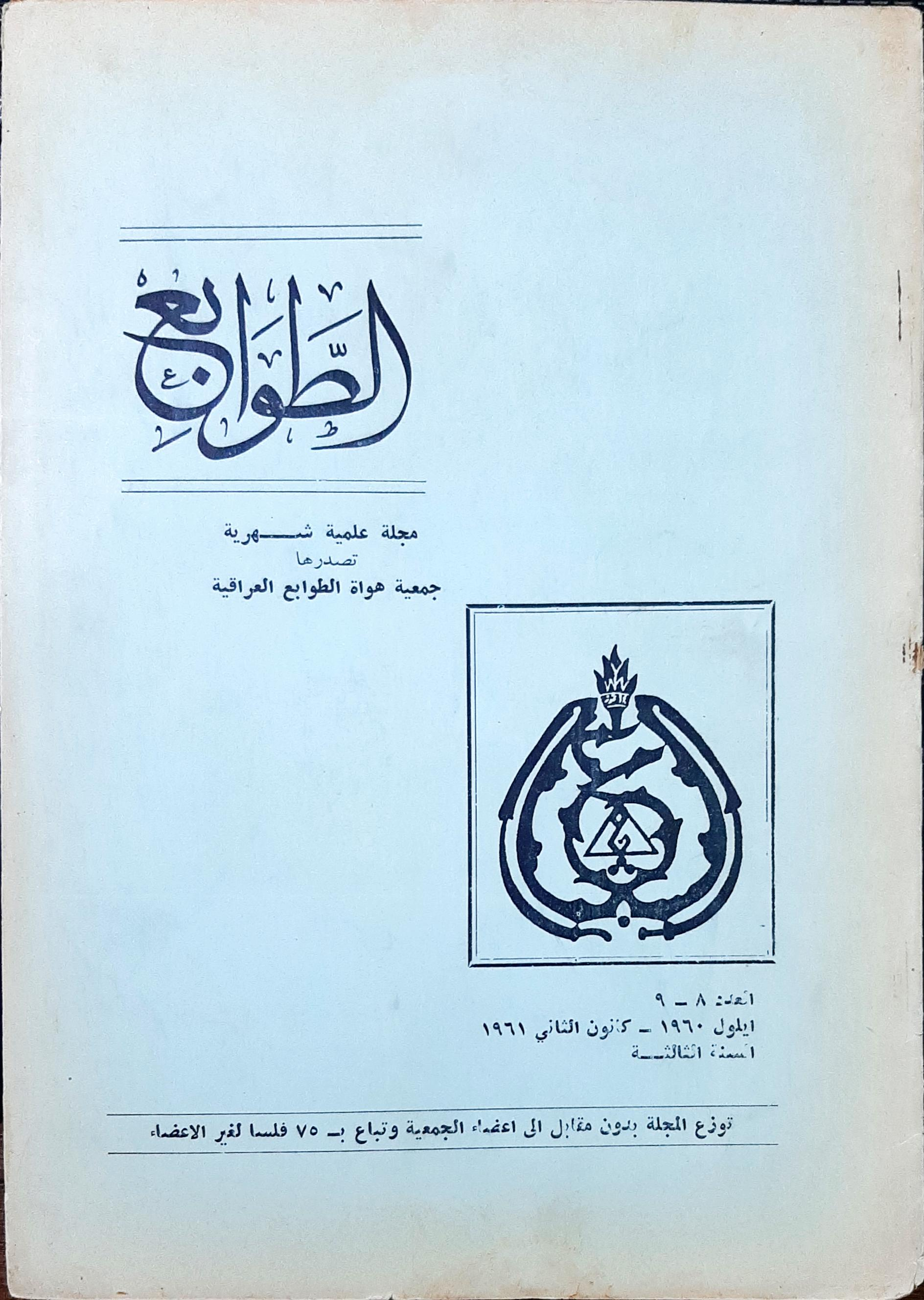
غلاف مجلة الطوابع العددين ٨ و ٩ ايلول ١٩٦٠
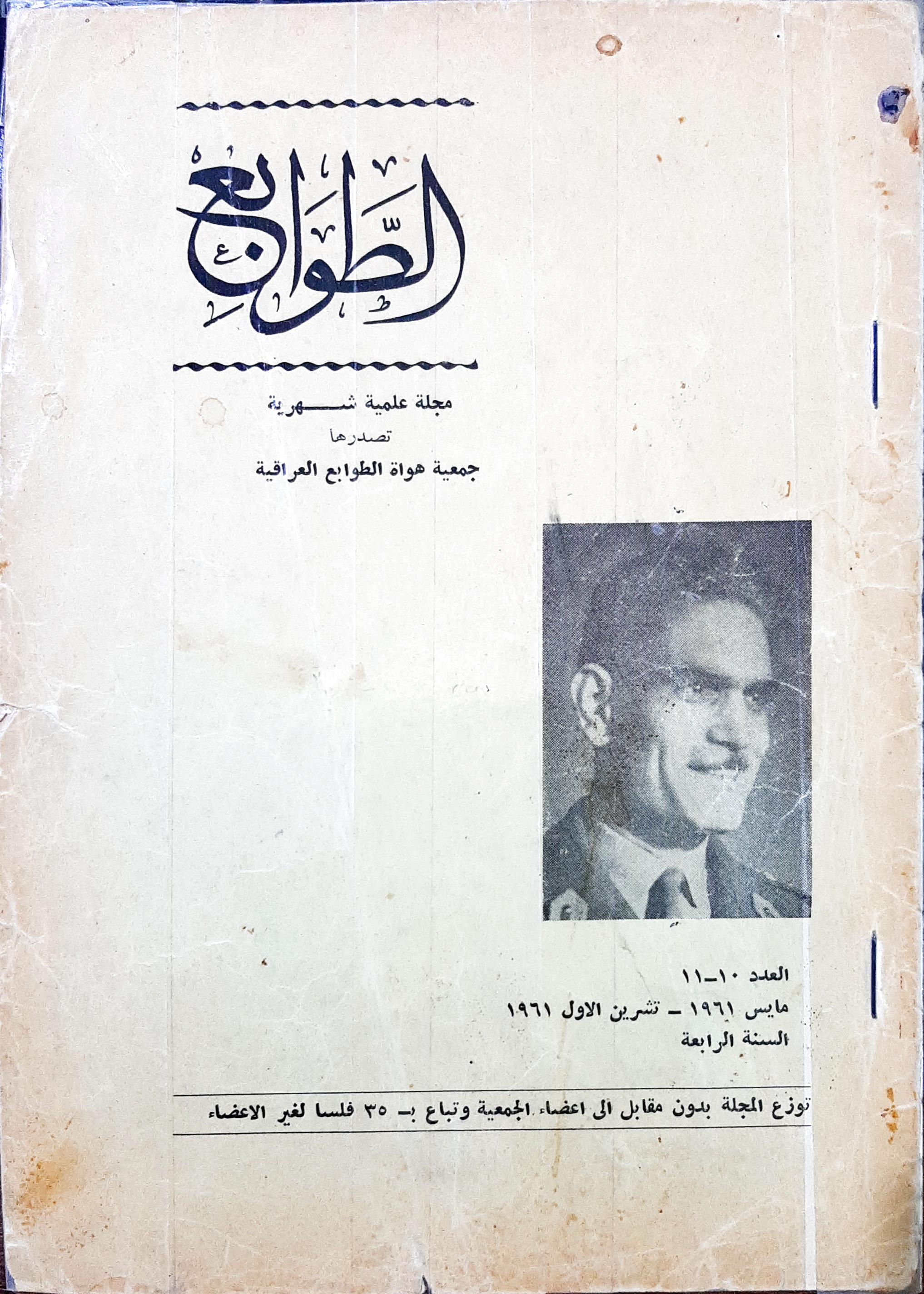
غلاف مجلة الطوابع العددين ١٠ و١١ تشرين اول ١٩٦١
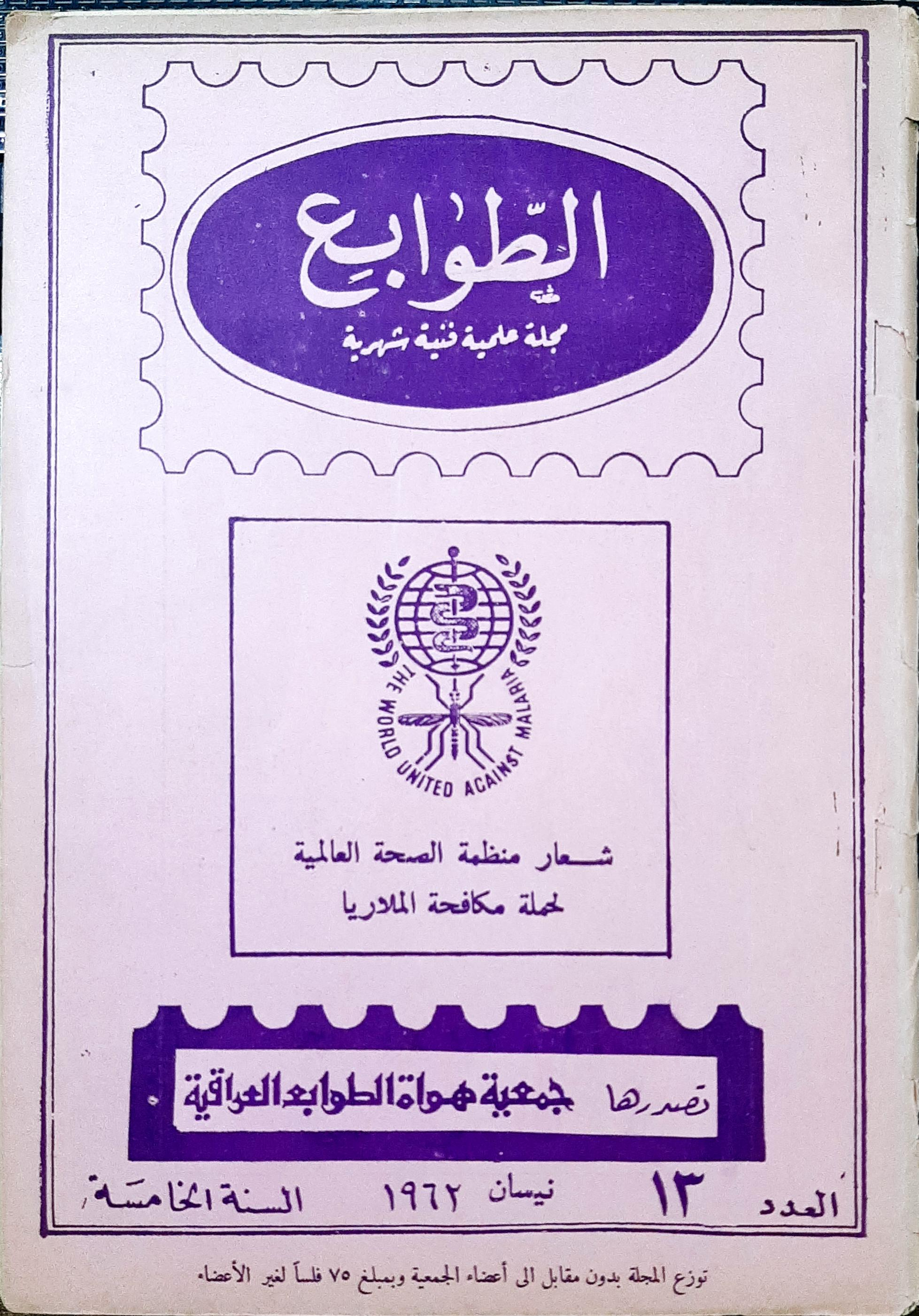
غلاف مجلة الطوابع العدد ١٣ نيسان ١٩٦٢
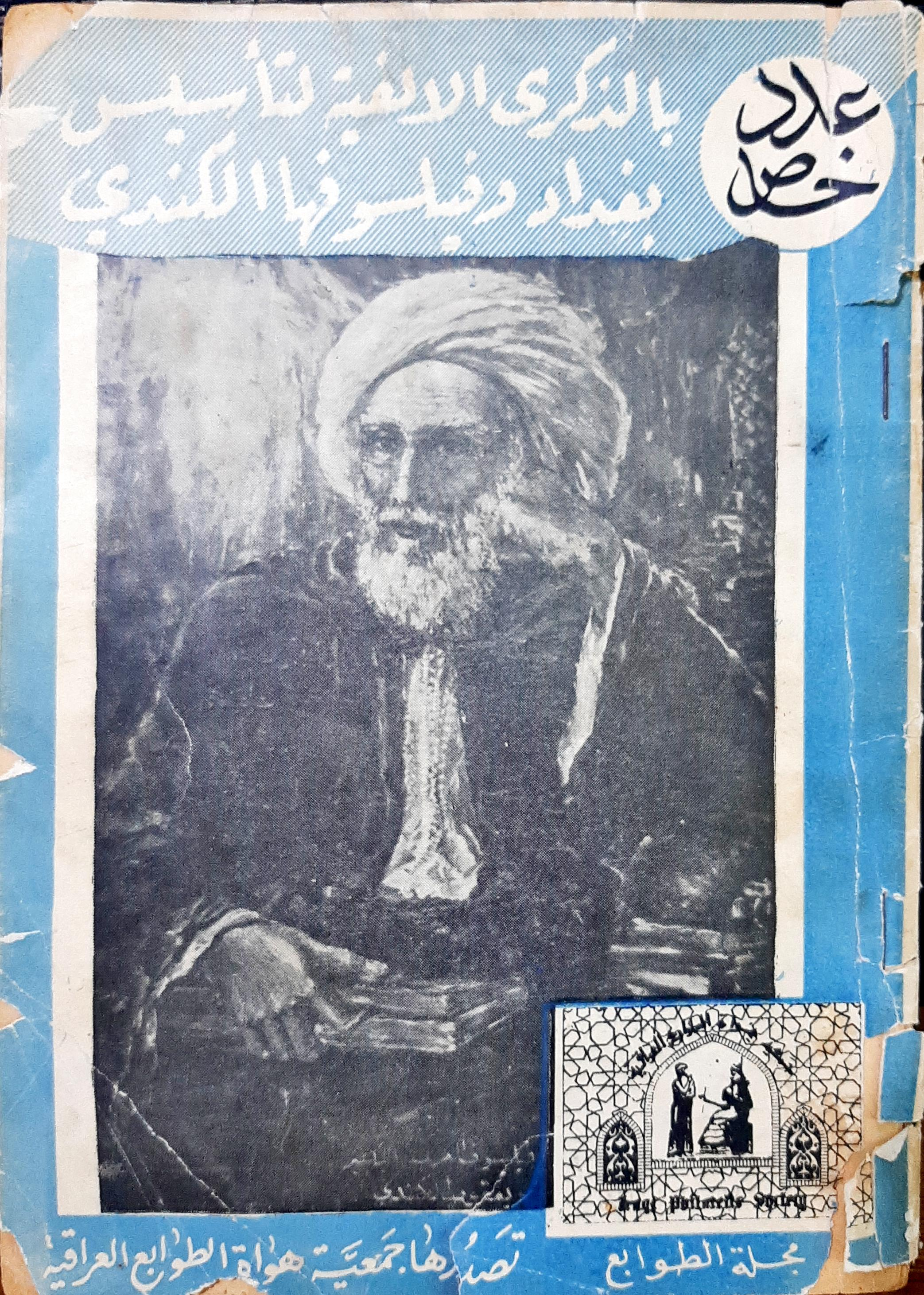
غلاف مجلة الطوابع العدد ١٦ كانون اول ١٩٦٢
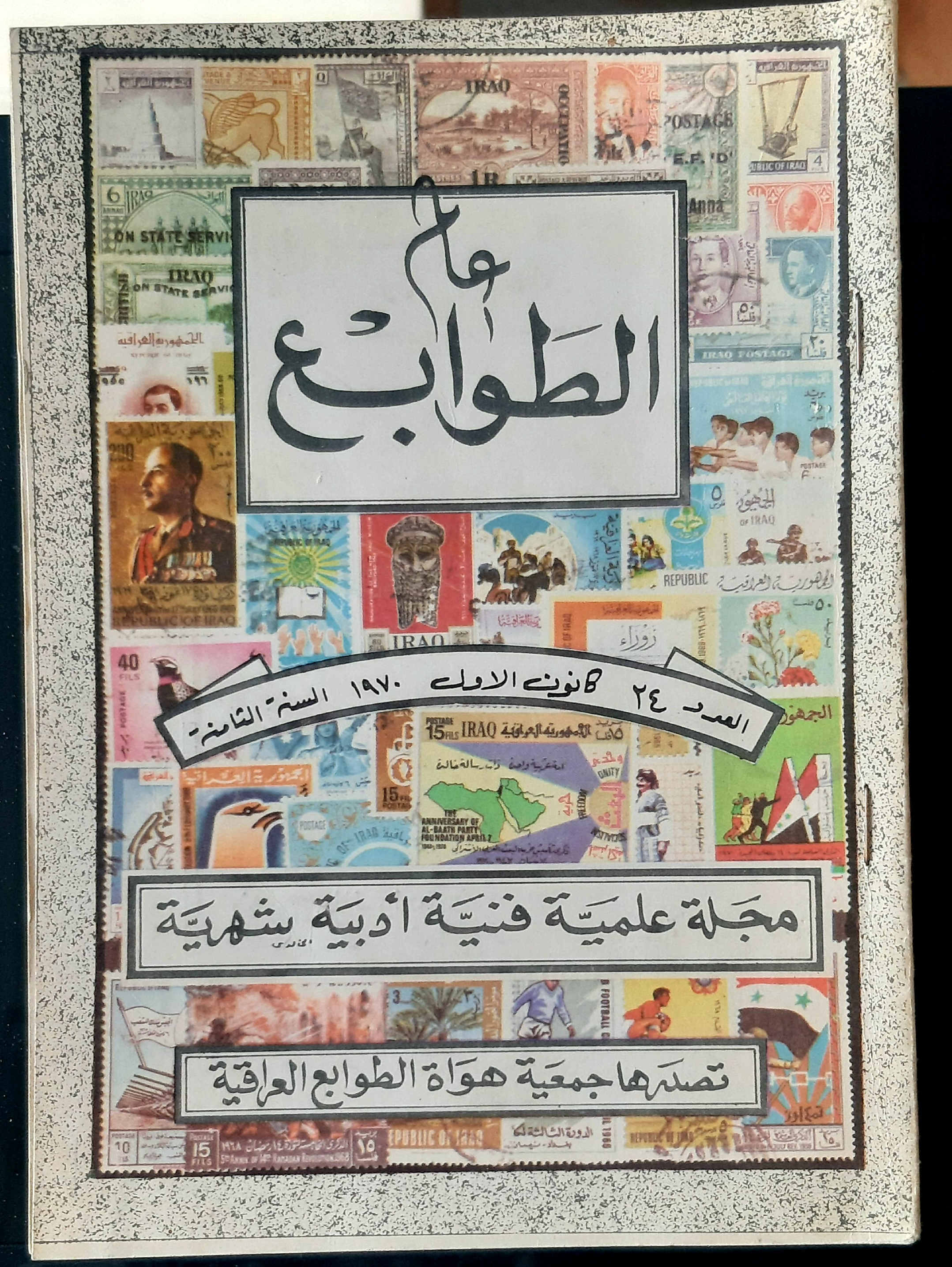
غلاف مجلة عالم الطوابع العدد 24 كانون الاول 1970